# Mercury Records
Mercury Records este o casă de discuri americană deținută de Universal Music Group și fondată în anul 1945.